# میلینگپورت (کارولینای شمالی)
میلینگپورت (به انگلیسی: Millingport) شهری در ایالت کارولینای شمالی کشور ایالات متحده آمریکا است که جمعیت آن در سرشماری سال ۲۰۱۰ میلادی، ۵۹۹ نفر بوده‌است.